# Vincenzo Nibali
Vincenzo Nibali je profesionalni talijanski biciklist. Po svojim rezultatima jedan je od uspješnijih vozača svoga vremena. Trenutno vozi za kazahtanski profesionalni tim Astana. Rođen je u blizini Messine na Siciliji, a nadimak mu je "morski pas". Prvu značajniju pobjedu je ostvario 2006. na utrci GP Ouest-France. Nibali je najveće pobjede ostvario 2010. kada je osvojio Vueltu, 2013. i 2016. kada je pobijedio na utrci Giro d'Italia i 2014. kada je osvojio Tour de France. Pobijedio je i na dva izdanja utrke Tirreno-Adriatico.

## Rezultati
Vincenzo Nibali je svoju profesionalnu karijeru započeo 2005. godine i ostvario je sljedeće rezultate:
| 2005. 5. Milan-Torino 2006. 1. GP Ouest-France 2. Settimana internazionale di Coppi e Bartali 1. etapa 1 3. ukupno - Eneco Tour of Benelux 4. GP Chiasso 8. ukupno Post Danmark Rundt 2007. 1. Poredak mladih vozača - Giro del Trentino 1. GP Industria e Artigianato di Lanciano 1. Giro di Toscana 1. Trofeo Città di Borgomanero 2. ukupno - Tour of Slovenia 1. etape 3 i 4 1. Poredak po bodovima 6. Memorial Marco Pantani 8. ukupno - Giro del Trentino 2008. 1. Ukupno - Giro del Trentino 1. etapa 3 3. ukupno - Settimana internazionale di Coppi e Bartali 8. ukupno - Vuelta a la Comunidad Valenciana 8. GP Industria & Commercio di Prato 10. Liège–Bastogne–Liège 2009. 1. Giro dell'Appennino 1. Gran Premio Città di Camaiore 5. Gran Premio Miguel Indurain 5. Klasika Primavera 5. GP Industria & Artigianato di Larciano 6. ukuono - Tour of California 7. ukupno - Tour de France 9. ukupno - Tour of the Basque Country 10. ukupno - Tirreno-Adriatico | 2010. 1. ukupno - Vuelta a España 1. kombinirani poredak 1. ukupno - Tour de San Luis 1. etapa 4 1. ukupno - Tour of Slovenia 1. etapa 3 1. Trofeo Melinda 3. ukupno - Giro d'Italia 1. etapa 4 (TTT) i 14 3. ukupno - Vuelta a Burgos 5. Giro di Lombardia 5. Giro dell'Emilia 8. ukupno Tirreno-Adriatico 2011. 2. ukupno - Giro d'Italia 1. etapa 16 5. ukupno - Tirreno–Adriatico 7. ukupno - Vuelta a Espana 8. Liège–Bastogne–Liège 8. Milan – San Remo 9. Gran Piemonte 9. Classica Sarda 10. Giro dell'Emilia 2012. 1. ukupno - Tirreno–Adriatico 1. poredak po bodovina 1. etapa 5 1. ukupno Giro di Padania 1. brdska klasifikacija 1. poredak po bodovima 1. etapa 4 2. ukupno Tour of Oman 1. etapa 5 2. Liège–Bastogne–Liège 3. Milan – San Remo 3. ukupno - Tour de France 4. ukupno - Tour de San Luis 8. La Flèche Wallonne 9. Milano-Torino | 2013. 1. ukupno - Giro d'Italia 1. etape 18 (ITT) i 20 1. ukupno - Tirreno–Adriatico 1. ukupno - Giro del Trentino 1. brdska klasifikacija 1. etapa 4 2. ukupno - Vuelta a España 1. etapa 1 (TTT) Vodeći nakon etapa 2, 4–7, 11–18 3. ukupno - Vuelta a Burgos 4. UCI World Road Race Championships 7. ukupno - Tour of Oman 7. Gran Premio della Costa Etruschi 10. ukupno - Tour de San Luis 2014. 1. ukupno - Tour de France 1. etape 2, 10, 13 i 18 1. Prvenstvo Italije (Trofeo Melinda) vodeći nakon etape 13 5. ukupno - Tour de Romandie 7. ukupno - Critérium du Dauphiné 10. ukupno - Tour of Almaty 2015. 1. Prvenstvo Italije 4. ukupno Tour de France 1. etapa 19 Najborbeniji vozač na 4. etapi 1. ukupno - Giro di Lombardia 10. ukupno - Tour de Romandie 2016. 1. ukupno - Giro d'Italia 1. etapa 19 1. ukupno - Tour of Oman 2017. 1. ukupno - Tour of Croatia 3. ukupno - Giro Giro d'Italia |

Rezultati na velikim utrkama
| Utrka  | 2006. | 2007. | 2008. | 2009. | 2010. | 2011. | 2012. | 2013. | 2014. | 2015. | 2016. | 2017. |
| ------ | ----- | ----- | ----- | ----- | ----- | ----- | ----- | ----- | ----- | ----- | ----- | ----- |
| Giro   | -     | 19    | 11    | -     | 3     | 2     | -     | 1     | -     | -     | 1     | 3     |
| Tour   | -     | -     | 20    | 6     | -     | -     | 3     | -     | 1     | 4     | 30    |       |
| Vuelta | -     | -     | -     | -     | 1     | 7     | -     | 2     | -     | DSQ   | -     |       |